# Dom Wedla w Warszawie
Dom Wedla, także kamienica Jana Wedla – kamienica zbudowana w 1936 przy ul. Puławskiej 28 róg ul. Madalińskiego na warszawskim Mokotowie. 

## Opis
Budynek został zaprojektowany przez Juliusza Żórawskiego w nawiązaniu do pięciu zasad architektury nowoczesnej Le Corbusiera. Jest przykładem architektury funkcjonalnej. Świadczy o tym elewacja bez zdobień, niezabudowany parter oraz płaski dach z przeznaczeniem na taras rekreacyjny. 
Jedną z cech charakterystycznych budynku jest kratownica umieszczona na dachu, na której niegdyś znajdował się neon firmy E. Wedel. Zgodnie z duchem stylu międzynarodowego, budynek nie miał zdobień zewnętrznych (poza płaskorzeźbą Tygrys Stanisława Komaszewskiego). W holu umieszczono malowidło ścienne Zofii Stryjeńskiej Taniec góralski. Nie zachowała się rzeźba Koziołek (nazywana także Sielanką) Stanisława Komaszewskiego, która znajdowała się na wewnętrznym dziedzińcu.
Budynek był bardzo dobrze wyposażony, miał eleganckie windy, chromowane skrzynki pocztowe, spalarnie śmieci, zbiorczą antenę radiową, a klatki schodowe wyłożone były ozdobną terakotą.
W czasie powstania warszawskiego, w sierpniu 1944, zajmowany przez Niemców budynek był atakowany przez żołnierzy zgrupowania pułku „Baszta”, jednak powstańcom nie udało się go zdobyć. Ulica Puławska aż po ul. Odyńca była w zasięgu znajdujących się w budynku niemieckich cekaemów.
W latach 60. XX w. parter budynku został zabudowany i umieszczono w nim sklepy, a ogród, wraz ze znajdującymi się tam rzeźbami, zniszczono. 
W 1996 budynek został wpisany do rejestru zabytków. 
Do renowacji, przeprowadzonej w 2008 roku, na elewacji widoczne były ślady kul z czasów II wojny światowej. Podczas remontu użyto tynku sprowadzonego z Niemiec o składzie niemal identycznym z oryginalnym. Mimo to skucie oryginalnej elewacji oraz ogólny efekt renowacji wywołały kontrowersje.
W 2019 staraniem wspólnoty mieszkaniowej na znajdującej się na dachu budynku kratownicy odtworzono przedwojenny neon E. WEDEL CZEKOLADA, wykonany przez Muzeum Neonów.